# Vaylats
Vaylats ist eine französische Gemeinde mit 327 Einwohnern (Stand 1. Januar 2022) im Département Lot in der Region Okzitanien. Sie gehört zum Kanton Marches du Sud-Quercy und zum Arrondissement Cahors. 

## Lage
An der westlichen Gemeindegrenze verläuft das Flüsschen Valses.
Die Gemeinde grenzt im Nordwesten an Escamps, im Nordosten und im Osten an Bach, im Südosten an Saint-Projet, Loze und Mouillac, im Süden an Puylaroque und Belmont-Sainte-Foi sowie im Westen an Lalbenque.

## Bevölkerungsentwicklung

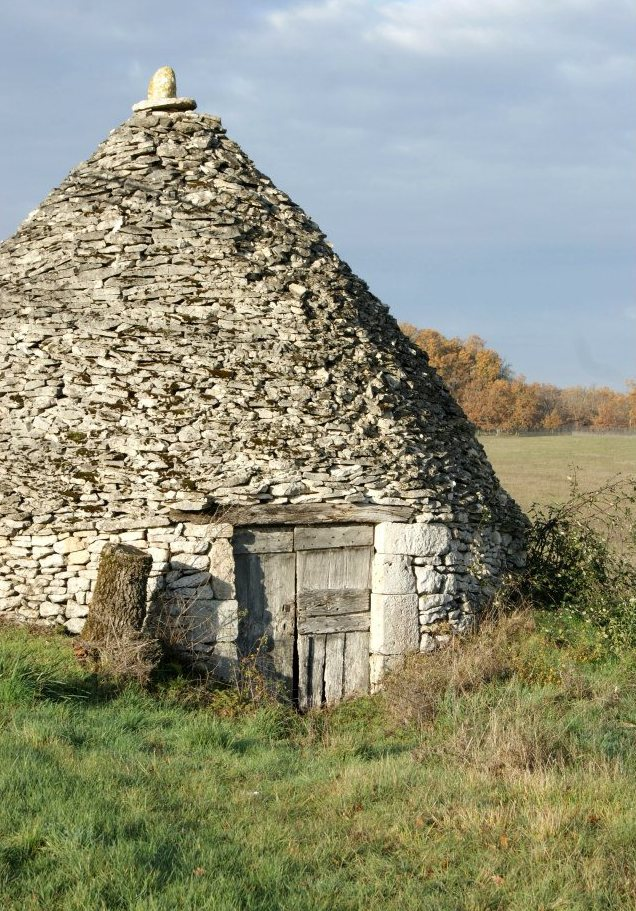
Gariotte bei Vaylats

| Jahr      | 1962 | 1968 | 1975 | 1982 | 1990 | 1999 | 2008 | 2018 |
| --------- | ---- | ---- | ---- | ---- | ---- | ---- | ---- | ---- |
| Einwohner | 298  | 267  | 213  | 226  | 196  | 251  | 257  | 325  |